# Милитаризъм
Милитаризъм е държавна идеология и политика, имащи за цел значително увеличаване на военната мощ на държавата и активна война като главен инструмент на външната политика.
За милитаризма са присъщи: оръжейна надпревара, ръст на военните разходи от бюджета на държавата, увеличаване на военното присъствие с политически цели зад граница (военни бази), военно вмешателство в делата на други независими държави и подсилване на влиянието на военно-промишления комплекс в икономиката на страната.
Милитаризмът е важен елемент на империализма или експанзионизма на редица държави в историята. Сред най-видните примери са: Асирия, Спарта, Римската империя, Първата френска империя, Пруското кралство по времето на Фридрих Вилхелм I, Османската империя, Японската империя, Италианската империя по времето на Мусолини, Нацистка Германия, Съветския съюз по времето на Студената война и Ирак по времето на Садам Хюсеин.

## История на милитаризма
Терминът „милитаризъм“ е използван за пръв път в средата на 19 век като характеристика на режима на Наполеон III във Франция.
Макар в древността и средновековието войната да се счита за важен и почетен занаят на свободния човек и организацията на много държави (Спарта, Рим) да е чисто военна, милитаризмът в този смисъл на думата не съществува по това време, тъй като тогава за война не са нужни сложни приготовления в мирно време. Милитаризмът се развива в епохата на Наполеоновите войни, когато армиите растат числено особено бързо и се преобразуват, когато е въведена военна повинност.
След Френско-пруската война (1870 – 1871) и особено в началото на 20 век, милитаризмът приема невиждан по-рано мащаб, в голяма степен под въздействието на обострени противоречия между големи капиталистически страни.
Общата численост на армиите на Франция, Великобритания, Италия, Русия, Германия и Австро-Унгария съставлява 2 111 000 души към 1869 г., 2 653 000 души към 1889 г. и 3 184 000 души към 1912 г. През Първата световна война (1914 – 1918) са мобилизирани около 74 милиона души.

### Съвременен милитаризъм
Милитаризмът е тясно свързан с разпространението на външнополитически концепции и военно-политически доктрини като „студена война“, „оръжейна надпревара“, „психологическа война“, „масивно възмездие“ и други.
При милитаристичния режим един от най-важните и развити отрасли е военната икономика, която осигурява военния (отбранителния) потенциал на държавата.
Една от най-милитаризираните страни днес е Северна Корея. Там официално е обявена политика на „армията на първо място“ (сонгун).